# Siwers
Siwers właściwie Przemysław Gzowski (ur. 16 września 1982 w Warszawie), znany również jako SWRS – polski raper i producent muzyczny. Członek takich zespołów jak: Bez Cenzury, Reposta, i Patologg Skład, a także kolektywu JWP Maffia.
Współtworzy także duety z raperami: Tomiko oraz Parzelem. Współpracował ponadto z takimi wykonawcami jak: Bezimienni, THS Klika, DDK RPK, Fu, Hudy HZD, Hemp Gru, Jasiek MBH, JWP, Pyskaty, Pro Ebt,  Lukasyno oraz SSDI.

## Dyskografia
Albumy
| Klasyk indywiduales                           | - Data: 2005 - Wydawca: brak (nielegal)                | —  |
| Intencje (oraz Tomiko)                        | - Data: 15 grudnia 2006 - Wydawca: brak (nielegal)     | —  |
| Ogień (oraz Tomiko)                           | - Data: 22 października 2010 - Wydawca: Aptaun Records | —  |
| Coś się kończy, coś się zaczyna (oraz Parzel) | - Data: 11 czerwca 2012 - Wydawca: Prosto              | 31 |
| Bez ceregieli                                 | - Data: 17 maja 2013 - Wydawca: Aptaun Records         | 9  |
| Huśtawki                                      | - Data: 8 grudnia 2017 - Wydawca: SWRS Rec.            | —  |
| Powrót z drogi donikąd                        | - Data: 18 czerwca 2021 - Wydawca: SWRS Rec.           | 4  |
| "—" album nie był notowany.                   |                                                        |    |

Inne
| Album                                           | Rok  | Uwagi | Źródło |
| ----------------------------------------------- | ---- | --- | ------ |
| Pro Ebt - Demo                                  | 2003 | gościnnie rap w utworze "Antykomer" | [ 16 ] |
| Patologg Skład - Pełna kulturwa                 | 2006 | członek zespołu | [ 17 ] |
| THS Klika - Liryka chodnika                     | 2006 | gościnnie rap w utworze "To jest ten rap" oraz produkcja utworów "W kręgu" i "Otwórz swe oczy" | [ 18 ] |
| Fu - Krew i dusza                               | 2007 | gościnnie rap w utworze "Gangsterskie fanaberie" oraz produkcja utworów "Imperium zła", "Zapach wanilii (Dla Arletki)", "Gangsterskie fanaberie", "Żądza gniewu"                                                          | [ 19 ] |
| JWP - Numer jeden wróg publiczny                | 2007 | gościnnie rap w utworze "Jestem tu" | [ 20 ] |
| Razem Ponad Kilo - Samo życie                   | 2008 | gościnnie rap w utworze "Nie po raz pierwszy" | [ 21 ] |
| SSDI - Koneksje miejskie                        | 2008 | gościnnie rap w utworze "Coś nie tak jest wokół" | [ 22 ] |
| Tomiko - Świadomość                             | 2009 | gościnnie rap w utworze "Zakoduj w bani" oraz produkcja utworów "Intro", "Gdzie zniknęły te dni", "Stawiam wszystko", "Nie muszę być", "Kalendarz", "Koło mnie", "Zejdź mi z drogi", "Kto ma władze", "24" i "Tu czy tam" | [ 23 ] |
| Bonus RPK - Wkurwiony dzieciak                  | 2009 | gościnnie rap w utworze "Autentyczny rap" | [ 24 ] |
| DDK RPK - Raprodukcja: prawdy dotyk             | 2009 | gościnnie rap w utworach "Moje miasto w nim ja" i "Tak już jest" oraz produkcja utworu "Każdy dobry chłopak wie" | [ 25 ] |
| Prosto Mixtape 600V (kompilacja)                | 2010 | rap w utworze "Pieniądze nie śmierdzą" | [ 26 ] |
| Hudy HZD & Jasiek MBH - Już wkrótce             | 2011 | gościnnie rap w utworze "Masz przejebane" | [ 27 ] |
| Bezimienni - Co mnie nie zabije to mnie wzmocni | 2011 | gościnnie rap w utworze "Maskarada" | [ 28 ] |
| Hudy HZD - Historie z dna                       | 2012 | gościnnie rap w utworach "Intro" i "Testuj Moje Imię" | [ 29 ] |
| Pyskaty - Pasja                                 | 2012 | gościnnie rap w utworze "Razem" | [ 30 ] |
| Tomiko - Portfolio                              | 2013 | produkcja utworów "Parę słów o autorze", "Pokusy" i "Perspektywy" | [ 31 ] |
| WhiteHouse - Kodex 5 Elements                   | 2014 | gościnnie rap w utworze "Carpe Diem" | [ 32 ] |
| Olsen, Fu - Kameleon II                         | 2014 | produkcja utworu "Żyj po swojemu" | [ 33 ] |

## Teledyski
| Tytuł | Rok  | Reżyseria/Realizacja         | Album                           | Źródło |
| --- | ---- | ---------------------------- | ------------------------------- | ------ |
| "To Co Mam" (oraz Tomiko) | 2010 | LetEmKnow                    | Ogień                           | [ 34 ] |
| "Ogień" (oraz Tomiko) | 2010 | LetEmKnow                    | Ogień                           | [ 35 ] |
| "Szukam" (oraz Tomiko, gościnnie: Parzel) | 2011 | Toczy Videos                 | Ogień                           | [ 36 ] |
| "Mam ten stan" (oraz Parzel) | 2012 | Toczy Videos                 | Coś się kończy, coś się zaczyna | [ 37 ] |
| "300km/h" (oraz Parzel, gościnnie: Lysol, Ania Kandeger) | 2012 | Toczy Videos                 | Coś się kończy, coś się zaczyna | [ 38 ] |
| "Pokora" (oraz Parzel, gościnnie: Ania Kandeger) | 2012 | Toczy Videos                 | Coś się kończy, coś się zaczyna | [ 39 ] |
| "Osiedloowa" (gościnnie: Ania Kandeger, Ninas, Dj Def) | 2013 | Toczy Videos                 | Bez ceregieli                   | [ 40 ] |
| "Jest pięknie dziś" | 2013 | Oesvidyo                     | Bez ceregieli                   | [ 41 ] |
| "Do tej gry" | 2013 | Toczy Videos                 | Bez ceregieli                   | [ 42 ] |
| Inne |      |                              |                                 |        |
| Sokół, Siwers, Ero - "Pieniądze nie śmierdzą" | 2010 | R5 Films                     | Prosto Mixtape 600V             | [ 43 ] |
| Pyskaty, Numer Raz, Proceente, Pelson, Rahim, Łysol, Mielzky, Dwa Sławy, Zeus, Chada, Klasik, Quebonafide, JodSen, Joteste, Bezczel, Siwers, Ten Typ Mes - "Najsilniejsi przetrwają" (prod. DJ Premier, Luxon) | 2014 | Piotr Sawicki, Hanusz Bystry | —                               |        |
| JWP/BC - ATOMY (prod.Szczur) | 2015 | Planet Beats Studio          | Sequel                          |        |